# NGC 5762
NGC 5762 је спирална галаксија у сазвежђу Волар која се налази на NGC листи објеката дубоког неба.
Деклинација објекта је + 12° 27' 26" а ректасцензија 14h 48m 42,6s. Привидна величина (магнитуда) објекта NGC 5762 износи 13,1 а фотографска магнитуда 14,0. NGC 5762 је још познат и под ознакама UGC 9535, MCG 2-38-14, CGCG 76-63, PGC 52887.